# Zosterops ceylonensis
Zosterops ceylonensis là một loài chim trong họ Zosteropidae.